# خلية كوبفر
خلايا كوبفر هي خلايا بلعمية متخصصة توجد في الكبد وتبطن جدران جيب الكبد التي تشكل جزءا من الجملة الشبكية البطانية (RES) (المعروف أيضا باسم: جملة البلعميات والوحيدات).

## التاريخ
لوحظت خلايا كوبفر لأول مرة بواسطة كارل ويليام فون كوبفر عام 1876. وسماها الباحث «ستيرنزيلين» (الخلايا النجمية) ولكنه عرفها خطأً بأن الخلايا النجمة جزء لا يتجزأ من بطانة الأوعية الدموية الكبد. وفي عام 1898، بعد عدة سنوات من البحث قام تاديوش بروفيتش وهو عالم بولندي، بإيجاد التعريف الصحيح لخلايا كوبفر كبلعم.

## النشأة
تبدأ خلايا كوبفر نشأتها داخل نخاع العظام، ومن ثم إلى خلية وحيدة الدم المحيطية، وتكمل هناك نشأتها إلى أن تتمايز وتصبح خلايا كوبفر.

## روابط خارجية
- صور تشريحيَّة: digestive/mammal/liver5/liver4 - علم الأعضاء المقارن في جامعة كاليفورنيا، ديفيس - "Mammal, liver (EM, Low)"
- صور نسيجية: 15508loa — نظام تعلم علم الأنسجة في جامعة بوسطن